# Redmi 9C
Redmi 9C — бюджетный смартфон, выпущенный Xiaomi в рамках серии Redmi 9. Смартфон был анонсирован в июне 2020 года и стал одним из популярных моделей в своем сегменте благодаря хорошему соотношению цены и качества. Существует модель старше — Redmi 9 Pro.

## Особенности и функциональность

### Дизайн
Redmi 9C имеет пластиковый корпус. Смартфон доступен в трёх цветах: черный, оранжевый и синий. Он оснащён 6,53-дюймовым дисплеем с тонкими рамками.

### Производительность
Redmi 9C оснащён процессором MediaTek Helio G35.

### Камера
Основная камера Redmi 9C включает в себя тройную камеру с 13 МП сенсором. Также в смартфоне есть 2 МП макрообъектив и 2 МП сенсор глубины для портретных снимков. Фронтальная камера на 5 МП.

### Аккумулятор
Redmi 9C обладает батареей на 5000 мА·ч.

### Программное обеспечение
Смартфон работает под управлением MIUI 11 и MIUI 12, что основано на Android 10. Пользователи получают доступ к множеству настроек и функций, таких как тёмная тема, режим энергосбережения и оптимизация памяти, а также к большому количеству встроенных приложений от Xiaomi.

## Популярность ирыночноеположение
Redmi 9C быстро завоевал популярность на различных рынках, в частности в Индии, Европе и других развивающихся странах, где спрос на бюджетные смартфоны остаётся высок. В Индии вышел в 2021 году под названием POCO C31 в нём появился отпечаток пальца.

## Отзывы и критика

### Основные характеристики
Вариант с 128 ГБ также имеет выделенный SD-ридер, который убеждает ведущими в своём классе скоростями. Однако NFC отсутствует, а устаревший порт microUSB также может раздражать некоторых покупателей.

### Связь, программное обеспечение и операции
MIUI 12 основана на Android 10, поэтому дальнейших обновлений функций ожидать не следует. По крайней мере, исправления безопасности датированы декабрем 2021 года и, таким образом, относительно актуальны на момент тестирования. 
На задней панели есть физический датчик отпечатков пальцев, который разблокирует смартфон после заметной задержки. Распознавание отпечатков пальцев достаточно точное и сработало в 9 из 10 случаев в тесте. Сенсорный экран удобен в использовании и обеспечивает хорошее скольжение пальца.

## Цены и доступность
На момент выпуска цена Redmi 9C начиналась от $100 за базовую модель с 32 ГБ памяти.